# Азійська кішка
Азійська кішка (англ. Asian), також знана як Малайська кішка (англ. Malayan) — порода кішок, що зовні нагадує бурманську, але азійська на відміну від бурми має обмежений різновид забарвлення.
Напівдовгошерстий варіант цієї породи називається азійська напівдовгошерста, або тифані.

## Історія
Порода була виведена в Британії в 1981 році баронесою Мірандою фон Кірщберг.

## Зовнішній вигляд
Кішка виключно короткошерста, середніх розмірів. Має компактне, м'язисте тіло. Має широку та округлу шию, стрункі лапи. Хвіст прямий, середньої довжини. Очі круглі, зазвичай жовті та широко розставлені. Голова округла, профіль приплескуватий. Вуха гострі, без кісточок. 

### Забарвлення
Існує чотири види забарвлення азійської кішки: іскристо-чорний (Бомбейська кішка), таббі, димчастий та темний (або бурмилла).

## Характер
Азійські кішки дуже дружні й ласкаві, цим вони дуже нагадують своїх родичів — бурманських кішок. Вони потребують частої уваги та обіймів. Добре ставляться до незнайомців. Часто сидять на колінах. Дуже енергійні й грайливі, високо стрибають.
Мають доволі гучний голос. Вони доволі допитливі й полюбляють досліджувати незнайомі місця та об'єкти. Дуже вольові. Спокійно подорожують з господарем на далекі відстані.

## Світлини

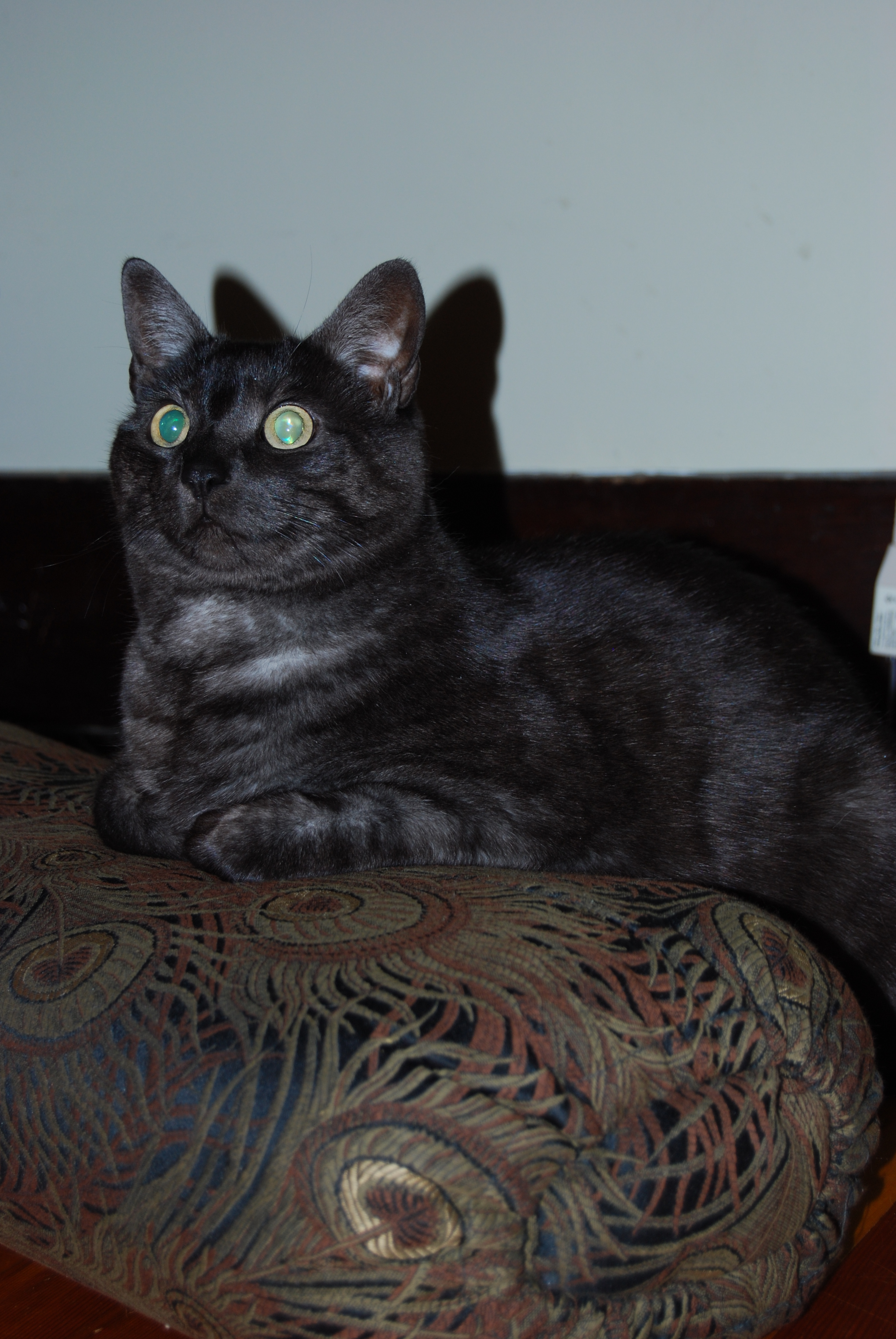
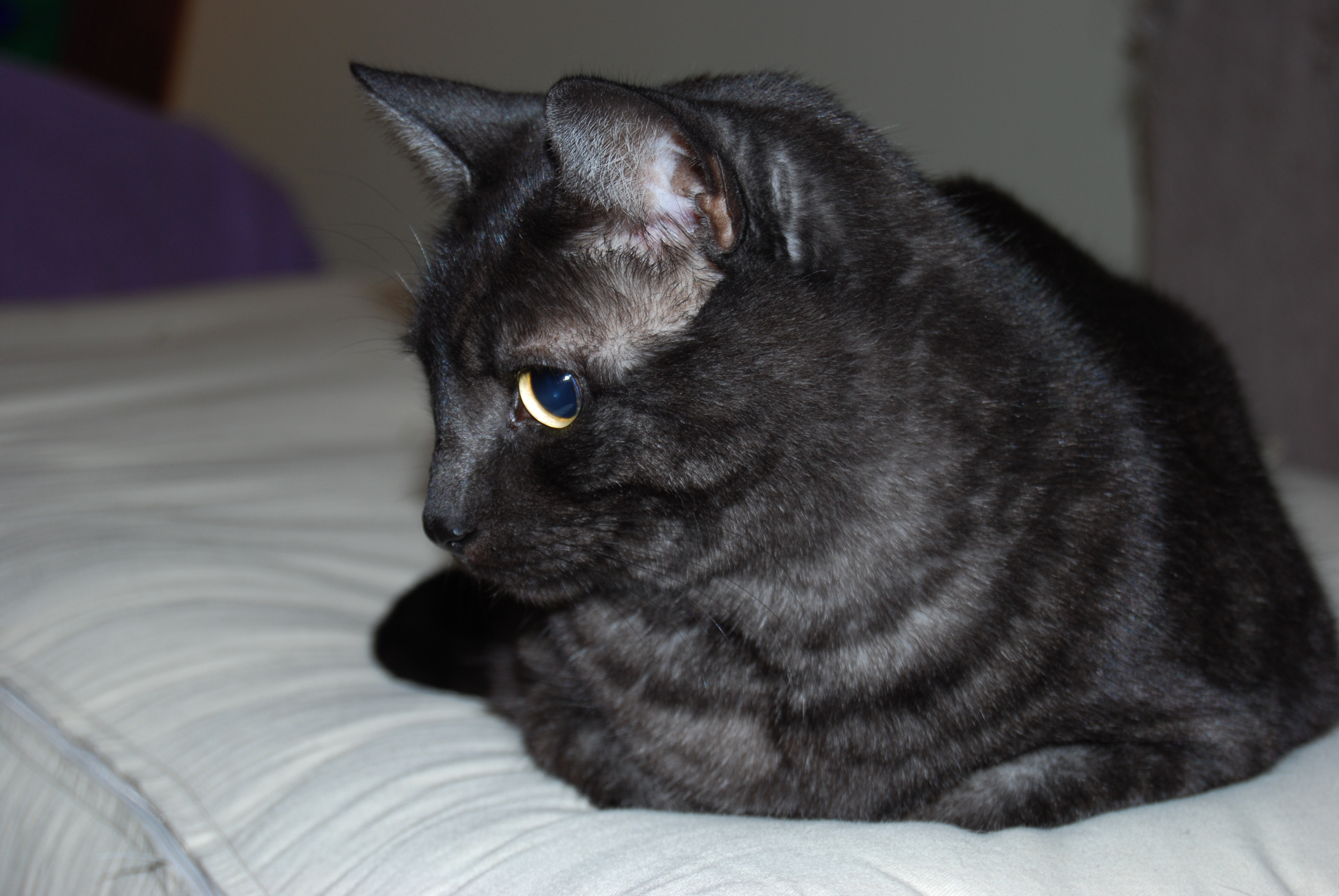